# San Martín de Unx
San Martín de Unx – gmina w Hiszpanii, w Nawarze, o powierzchni 50,17 km². W 2011 roku gmina liczyła 432 mieszkańców.